# محمدصابر
محمدصابر {{به ترکی آذربایجانی|Məmmədsabir) نام یک روستا و بخش در جمهوری آذربایجان است که در شهرستان شرور واقع شده‌است. محمدصابر ۹۶۷ نفر جمعیت دارد.